# U-559
O Unterseeboot 559 foi um submarino alemão da Kriegsmarine que atuou durante a Segunda Guerra Mundial.
O submarino foi afundado no dia 30 de Outubro de 1942 no Mar Mediterrâneo à nordeste do Porto de Said, por cargas de profundidade dos destroyers britânicos HMS Pakenham, HMS Petard e HMS Hero e os contra-torpedeiros britânicos de escolta HMS Dulverton e HMS Hurworth, e por uma aeronave da RAF do 47 Sqn. O afundamento da submarino resultou na morte de 7 tripulantes, conseguindo 38 destes sobreviver.

## Comandantes
| Comandante            | Data                                            |
| --------------------- | ----------------------------------------------- |
| Kptlt. Hans Heidtmann | 27 de Fevereiro de 1941 - 30 de Outubro de 1942 |

## Carreira

### Subordinação
| 27 de Fevereiro de 1941 - 31 de Outubro de 1941 | 1. Unterseebootsflottille  |
| 1 de Novembro de 1941 - 14 de Abril de 1942     | 23. Unterseebootsflottille |
| 15 de Abril de 1942 - 30 de Outubro de 1942     | 29. Unterseebootsflottille |

### Patrulhas
|       | Comandante            | Partida                 | Partida     | Chegada                 | Chegada     | Dias     | Toneladas  |
| ----- | --------------------- | ----------------------- | ----------- | ----------------------- | ----------- | -------- | ---------- |
| 1     | Oblt. Hans Heidtmann  | 4 de Junho de 1941      | Kiel        | 5 de Julho de 1941      | St. Nazaire | 32 dias  |            |
| 2     | Oblt. Hans Heidtmann  | 26 de Julho de 1941     | St. Nazaire | 22 de Agosto de 1941    | St. Nazaire | 28 dias  |            |
| 3     | Oblt. Hans Heidtmann  | 20 de Setembro de 1941  | St. Nazaire | 20 de Outubro de 1941   | Salamis     | 31 dias  |            |
| 4     | Kptlt. Hans Heidtmann | 24 de Novembro de 1941  | Salamis     | 4 de Dezembro de 1941   | Salamis     | 11 dias  | 1,060      |
| 5     | Kptlt. Hans Heidtmann | 8 de Dezembro de 1941   | Salamis     | 31 de Dezembro de 1941  | Salamis     | 24 dias  | 5,546      |
| 6     | Kptlt. Hans Heidtmann | 16 de Fevereiro de 1942 | Salamis     | 26 de Fevereiro de 1942 | Salamis     | 11 dias  |            |
| 7     | Kptlt. Hans Heidtmann | 4 de Março de 1942      | Salamis     | 21 de Março de 1942     | Salamis     | 18 dias  |            |
|       | Kptlt. Hans Heidtmann | 24 de Março de 1942     | Salamis     | 27 de Março de 1942     | Pola        | 4 dias   |            |
|       | Kptlt. Hans Heidtmann | 10 de Maio de 1942      | Pola        | 12 de Maio de 1942      | Pola        | 3 dias   |            |
| 8     | Kptlt. Hans Heidtmann | 18 de Maio de 1942      | Pola        | 22 de Junho de 1942     | Pola        | 36 dias  | 10,598     |
|       | Kptlt. Hans Heidtmann | 15 de Agosto de 1942    | Pola        | 21 de Agosto de 1942    | Salamis     | 7 dias   |            |
| 9     | Kptlt. Hans Heidtmann | 29 de Agosto de 1942    | Salamis     | 21 de Setembro de 1942  | Messina     | 24 dias  |            |
| 10    | Kptlt. Hans Heidtmann | 29 de Setembro de 1942  | Messina     | 30 de Outubro de 1942   | Afundado    | 32 dias  | 200        |
| Total | Total                 | Total                   | Total       | Total                   | Total       | 247 dias | 18 988 ton |

### Navios afundados
- 4 navio afundado num total de 11 811 GRT[1]
- 1 navio de guerra afundado num total de 1 060 toneladas
- 2 navios com perda total, somando 6 117 GRT

| Data        | Comandante     | Nome da Embarcação     | Toneladas | Nacionalidade |
| ----------- | -------------- | ---------------------- | --------- | ------------- |
| 19 Ago 1941 | Hans Heidtmann | Alva                   | 1,584     | britânico     |
| 27 Nov 1941 | Hans Heidtmann | HMAS Parramatta (L-44) | 1,060     | australiano   |
| 23 Dez 1941 | Hans Heidtmann | Shuntien               | 3,059     | britânico     |
| 26 Dez 1941 | Hans Heidtmann | Warszawa               | 2,487     | polonês       |
| 10 Jun 1942 | Hans Heidtmann | Athene                 | 4,681     | norueguês     |
| 10 Jun 1942 | Hans Heidtmann | Brambleleaf (t.)       | 5,917     | britânico     |
| 12 Out 1942 | Hans Heidtmann | Bringhi (t.)           | 200       | egípcio       |
| Total       | Total          | Total                  | 18 988    |               |

## Operações conjuntas de ataque
O U-559 participou das seguinte operações de ataque combinado durante a sua carreira:
- Rudeltaktik Goeben (20 de setembro de 1941 - 5 de outubro de 1941)